# Вальронд, Константин Ростиславович
 Константин Ростиславович Вальронд (1843—1899/1900) — контр-адмирал российского флота, командир Севастопольского порта, градоначальник Севастополя.

## Биография
Родился 20 июля (1 августа) 1843 года в семье потомственного моряка, вице-адмирала Р. С. Вальронда (?— 03.02.1873).
В службу вступил в 1859 году. Окончил Морской кадетский корпус, произведён в гардемарины 8 апреля 1861 года. Со 2 ноября 1864 года — мичман; лейтенант — с 1 января 1868 года.
5 апреля 1869 года был переведён в Сибирскую флотилию. В 1870 году отправился старшим офицером на шхуне «Алеут» в заграничное плавание.
В 1877 году К. Р. Вальронд был назначен командующим лодкой «Нерпа», в связи с чем переехал на Дальний восток; в 1880 году плавал в составе эскадры вице-адмирала С. С. Лесовского в дальневосточных водах.
В 1883 году назначен командиром Финляндской флотской роты. В 1882—1884 годах он командовал пароходом «Великий князь Владимир», в 1884—1887 годах — транспортом «Красная горка», в 1887—1889 годах — канонерской лодкой «Уралец». Чин капитана 2-го ранга получил 26 февраля 1885 года; капитана 1-го ранга с 1 января 1890 года.
В 1891 году был назначен командиром эскадренного броненосца «Чесма»; с 27 сентября — командир 33-го флотского экипажа.
6 ноября 1895 года был произведён в чин контр-адмирала со старшинством в чине 14 мая 1896 года и 16 декабря того же года назначен младшим флагманом Черноморского флота. С 24 июня 1896 года по 1899 год он был командиром Севастопольского порта и севастопольским градоначальником.
Скончался 12 января 1900 года от хронической болезни почек в Вене. Похоронен на кладбище Херсонесского монастыря под Севастополем.
Жена, Евгения Васильевна. Сын, Ростислав (1878—1918) — капитан 2-го ранга; Георгиевский кавалер. Родился в Нагасаки 12 мая 1878 года. В годы первой мировой войны командовал подводной лодкой «Аллигатор» на Балтийском море. Умер 23 февраля 1918 года в эмиграции в Ревеле